# 牧場之家好做伴
是一部2006年的美國喜劇電影，由勞勃·阿特曼導演，這部電影也是他的最後一部作品。電影獲得了評論家們較高的評價。

## 外部連結
- 官方網站 （页面存档备份，存于）
- 開眼電影網上《大家來我家》的資料（繁體中文）
- 豆瓣电影上《牧场之家好做伴》的資料 （简体中文）
- 时光网上《牧场之家好作伴》的資料（简体中文）
- AllMovie上《大家來我家》的资料（英文）
- 爛番茄上《大家來我家》的資料（英文）
- Box Office Mojo上《大家來我家》的資料（英文）
- TCM电影资料库上《大家來我家》的资料（英文）
- Metacritic上《大家來我家》的資料（英文）
- About.com上《大家來我家 （页面存档备份，存于）》的資料（英文）
- 互联网电影数据库（IMDb）上《大家來我家》的资料（英文）